# Qeshlāq-e Ḩājj Ţāleb
Qeshlāq-e Ḩājj Ţāleb (persiska: قِشلاقِ حاجّ طالِب) är en ort i Iran.   Den ligger i provinsen Ardabil, i den nordvästra delen av landet, 500 km nordväst om huvudstaden Teheran. Qeshlāq-e Ḩājj Ţāleb ligger 298 meter över havet och antalet invånare är 118.
Terrängen runt Qeshlāq-e Ḩājj Ţāleb är huvudsakligen platt, men åt nordväst är den kuperad. Runt Qeshlāq-e Ḩājj Ţāleb är det ganska tätbefolkat, med 104 invånare per kvadratkilometer. Närmaste större samhälle är Āq Qabāq, 6,4 km norr om Qeshlāq-e Ḩājj Ţāleb. Trakten runt Qeshlāq-e Ḩājj Ţāleb består i huvudsak av gräsmarker.